# Phạm Hy Lượng
Phạm Hy Lượng (chữ Hán: 范熙亮, 1834-1886) là một danh sĩ đời vua Tự Đức nhà Nguyễn trong lịch sử Việt Nam.

## Thân thế và sự nghiệp
Ông sinh năm 1834 tại phường Nam Ngư, huyện Thọ Xương, Hà Nội. Thời trẻ, ông thụ giáo ở Tiến sĩ Vũ Tông Phan. Năm Mậu Ngọ 1858, ông đậu Cử nhân, năm Nhâm Tuất 1862, đỗ Phó bảng. Khoa thi này có sáu người đỗ Tiến sĩ là Nguyễn Hữu Lập, Lê Khắc Nghị, Trần Văn Chuẩn, Nguyễn Chính, Kiều Lâm, Vũ Huy Huyến và 5 người đậu Phó bảng là Phạm Xuân Trạch, Nguyễn Duy Tân, Trần Doãn Đạt, Phạm Hy Lượng, Hoàng Hữu Tài (xem Quốc triều khoa bảng lục).
Sau khi đỗ Phó bảng, ông được bổ làm Tri huyện Yên Dũng, phủ Lạng Giang, Kinh Bắc. Năm Canh Ngọ 1870, ông được thăng hàm Quang Lộc tự thiếu khanh và được sung đoàn đi sứ nhà Thanh (đời vua Đồng Trị). Đoàn do Hoàng giáp Nguyễn Hữu Lập làm Chánh sứ, Phạm Hy Lượng làm Phó sứ thứ nhất, Trần Văn Chuẩn làm Phó sứ thứ hai. Phạm Hy Lượng ghé thăm mộ của Nhạc Phi ở Hàng Châu và viết bài thơ Yết Nhạc vương từ (謁岳王祠, nghĩa là "Thăm đền Nhạc vương").
Năm 1872, sau khi đi sứ về, ông được thăng hàm Quang Lộc tự khanh, được giao trách nhiệm cùng một số người nữa duyệt kiểm bộ sách Khâm định Việt sử thông giám cương mục gồm 47 quyển, dày trên 4.000 trang do Phan Thanh Giản làm chủ biên. Công việc của Phạm Hy Lượng là "duyệt kiểm", tức khâu thứ hai trong quy trình hiệu duyệt nhằm nâng cao chất lượng bản thảo gồm 4 khâu: duyệt nghĩ; duyệt kiểm; phúc kiểm và hiệu đính.
Năm Quý Dậu 1873, ông được bổ làm Bố chánh Quảng Bình. Năm 1874, ông soạn bài văn bia ở đền thờ An Dương Vương tại huyện Đông Thành, Nghệ An. Bấy giờ, xảy ra một cuộc khởi nghĩa chống Pháp tại địa phương. Vì không nỡ thẳng tay đàn áp nên Phạm Hy Lượng nhiều lần bị triều đình luận tội. Ông bị phạt 100 trượng, đồ 3 năm (giam giữ ở phủ Thừa Thiên).
Năm Quý Mùi 1883, ông được phục chức, lãnh Án sát Ninh Bình rồi quyền Tuần phủ. Chỉ một năm sau, năm Giáp Thân 1884, ông cáo bệnh hồi hưu, về Hà Nội mở trường dạy học. Ông là một trong những thầy giáo nổi tiếng đất Thăng Long. Ông có nhiều học trò nổi tiếng như Nguyễn Thượng Hiền, Vũ Phạm Hàm và đặc biệt là Chu Mạnh Trinh, người sau này trở thành con rể của ông..
Ông qua đời năm Bính Tuất 1886 tại Hà Nội.

## Tác phẩm
Về mặt tác phẩm, Phạm Hy Lượng còn lưu lại tập văn nhan đề Phạm Ngư Đường Bắc sà nhật kỷ ghi lại hành trình đi sứ 2 năm của ông và tập thơ Bắc Minh sồ vũ ngẫu lục (北溟雛羽偶錄).

## Vinh danh
Tên ông được chính quyền Thành phố Hồ Chí Minh đặt cho một con đường dài 555 mét thuộc phường Thạnh Mỹ Lợi, thành phố Thủ Đức, Thành phố Hồ Chí Minh theo Quyết định 1173/QĐ-ủy ban nhân dân ngày 6.3.2012.